# Шкільна медаль

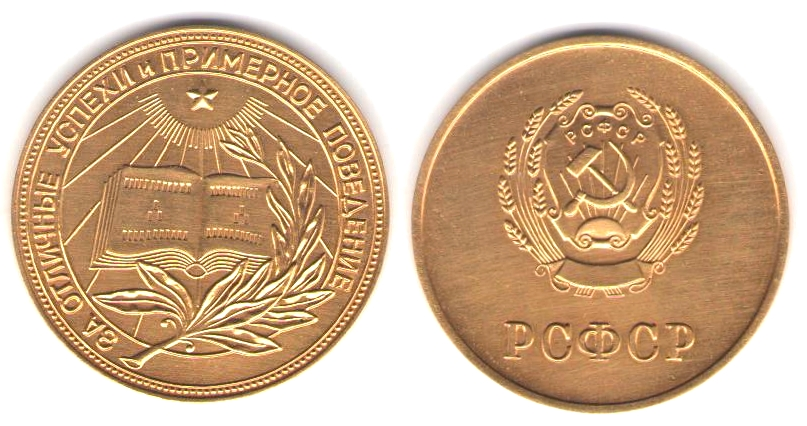
Золота медаль, РРФСР, 1950

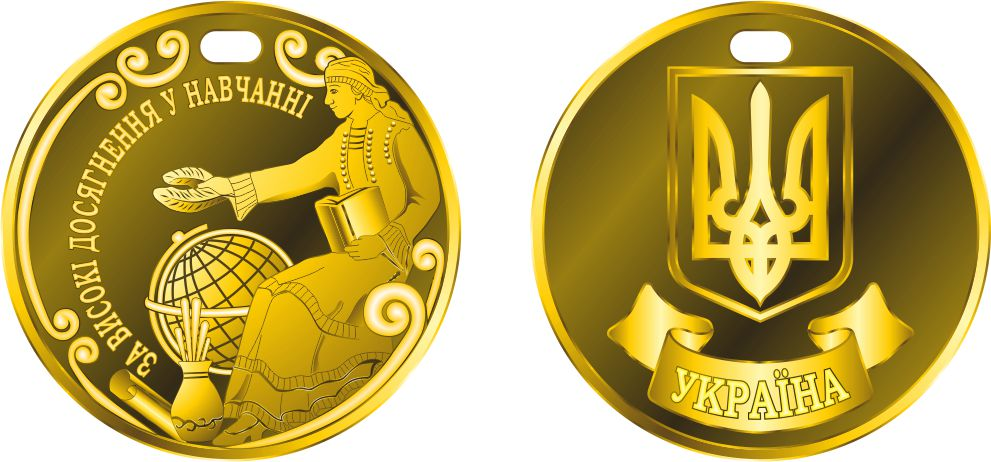
Золота медаль «За високі досягнення у навчанні», Україна, 2015

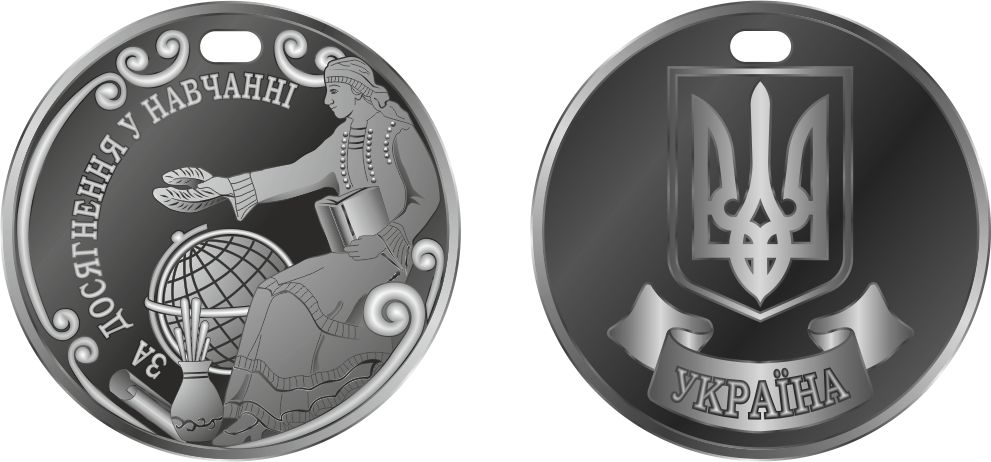
Срібна медаль «За досягнення у навчанні», Україна, 2015

Шкільна медаль — відзнака за особливі досягнення у навчанні, що видається по завершенні середньої загальної освіти в школах окремих країн. Медаль є одним з основних видів заохочення випускників середніх шкіл за успіхи в навчанні.

## Історія
В Російській імперії шкільні медалі вперше були введені в 1828 з прийняттям «Статуту гімназій і училищ повітових і парафіяльних». Ці медалі були скасовані після Жовтневого перевороту.
У СРСР шкільні медалі були введені постановою РНК СРСР № 1247 від 30 травня 1945 року. Перші роки золоті та срібні медалі виготовлялися з золота 583 проби та срібла 925 проби відповідно. Медаль являла собою правильний круг діаметром 32 мм і штампувалась в 16 варіантах — за числом існуючих на той момент союзних республік. Напис «За відмінні успіхи і зразкову поведінку» виконувалася на національних мовах союзних республік.

## Шкільна медаль в Україні
У 2000 році в Україні змінили назву золотої та срібної медалей: замість «За особливі успіхи у навчанні» — «За високі досягнення у навчанні» для золотої, «За успіхи у навчанні» — «За досягнення у навчанні» для срібної медалі.
Золотою медаллю нагороджують випускників навчальних закладів, які за період навчання у старшій школі досягли високих успіхів у навчанні та за результатами семестрового, річного оцінювання та державної підсумкової атестації мають досягнення в навчанні 10—12 балів з предметів навчального плану (крім осіб, які навчаються за екстернатною формою навчання).
Срібною медаллю нагороджують випускників навчальних закладів, які за період навчання у старшій школі досягли високих успіхів у навчанні та за результатами семестрового, річного оцінювання та державної підсумкової атестації мають досягнення у навчанні 10—12 балів та достатній рівень (не нижче 9 балів) не більше ніж з двох предметів навчального плану.
Список претендентів на нагородження золотою або срібною медалями визначається керівником навчального закладу за результатами річного оцінювання в 10 класі та І семестрі 11 класу і затверджується на засіданні педагогічної ради шляхом прийняття відповідного рішення.
Учням, які нагороджені золотою або срібною медаллю, видається атестат про повну загальну середню освіту з відзнакою.
11 вересня 2024 року комітет Верховної Ради з питань освіти, науки та інновацій запропонував скасувати з 2025 року видачу золотої та срібної медалей через економічну недоцільність та застарілість такого методу заохочення.